# Kurunegala (distrikt)

Kurunegala Districts läge i Sri Lanka.

Kurunegala District är ett av Sri Lankas 25 distrikt och ligger i Nordvästprovinsen. Det har en area på 4 771 km². Distriktets huvudstad är Kurunegala.